# Heriberto Beltrán
Heriberto Beltrán Meza (ur. 3 marca 1988 w Ecatepec) – meksykański piłkarz występujący na pozycji napastnika.
Beltrán jest wychowankiem Pachuki, jednak nigdy nie zdołał się przebić do pierwszego składu drużyny i występował jedynie w drugoligowych rezerwach. Jego dobrze zapowiadającą się karierę przerwała operacja rogówki, której młody zawodnik musiał się poddać. Po powrocie do zdrowia występował w drugoligowych i trzecioligowych klubach meksykańskich.
Beltrán brał udział w MŚ U–17 w 2005 roku, kiedy to Meksyk został zwycięzcą całego turnieju. Był pierwszym wchodzącym z ławki rezerwowych napastnikiem, przegrywając rywalizację o miejsce w podstawowym składzie z Giovanim dos Santosem, Carlosem Velą i Everem Guzmánem.